# Romy van Ooijen
Romy van Ooijen, sinds 2005 ook gecrediteerd als Romy Snoeijers, (Amsterdam, 18 november 1968) is een Nederlands zangeres en stemactrice.

## Biografie
Begin jaren 90 was ze lid van de coverband Voice 2 Voice. In 1994 nam ze onder de naam Romy Luna een plaat op samen met Dimitri Kneppers en Dennis Buné.
In 1998 werd Van Ooijen samen met Marjon van Iwaarden het nieuwe gezicht van de muziekgroep 2 Unlimited. In 1999 verliet ze de groep, omdat ze naar eigen zeggen te weinig creatieve vrijheid kreeg. Ze had gehoopt zelf teksten voor de nummers te mogen schrijven, zoals ook de voormalige leden Ray en Anita.
In 2004 en 2005 was ze zangeres in de nummers Don't Break My Heart en I Need Someone van Chapel Media.
In 2009 vormde zij samen met van Iwaarden de groep Two wiens eerste single Wonder Why in 2011 werd uitgebracht.

## Persoonlijk leven
In 2005 trad Van Ooijen in het huwelijk met Swen Erik Jan Snoeijers. Het echtpaar heeft twee kinderen.